# Мордовська Автономна Радянська Соціалістична Республіка
Мордовська Автономна Радянська Соціалістична Республіка (рос. Мордовская Автономная Советская Социалистическая Республика) — автономна республіка у складі РРФСР, що існувала з 20 грудня 1934 року по 25 грудня 1993 року. Столиця — місто Саранськ.

## Історія
Мордовська Автономна Радянська Соціалістична Республіка створена 20 грудня 1934 року через реорганізацію Мордовської автономної області у складі Куйбишевського краю.
Після перетворення Куйбишевського краю в Куйбишевську область, Мордовська АРСР вийшла зі складу області і стала самостійним суб'єктом РРФСР.
7 грудня 1990 року на сесії ВР МАРСР прийнята декларація була про державно- правовий статус республіки і Мордовська АРСР була перейменована в Мордовську РСР. 24 травня 1991 З'їздом народних депутатів РРФСР було внесено відповідну зміну до ст. 71 конституції РРФСР. Проте, позбавлення Мордовії статусу АРСР суперечило ст. 85 конституції СРСР. Таким чином, до розпаду СРСР дані рішення про зміну статусу республіки були сумнівними.
25 грудня 1993, після набуття чинності Конституцією Російської Федерації, була перейменована в Республіку Мордовія. 30 Березня 1995 року Державним зборами (парламентом) Мордовії були затверджені нові герб і прапор республіки.

## Ресурси Інтернету
- Республика Мордовия. История
- О Республике Мордовии [Архівовано 11 лютого 2017 у Wayback Machine.]